# Idioma presamnita
El presamnita era una lengua itálica de la familia osco-umbra que se hablaba en el sur de Campania, Italia. El nombre "presamnita" se refiere al hecho de que el idioma se hablaba en los primeros tiempos en un área que luego fue colonizada por los samnitas, que hablaban osco. El presamnita se registra por unas pocas inscripciones breves que datan de alrededor del 500 a. C.
El idioma pertenece al grupo de las lenguas osco-umbras y estaba estrechamente relacionada con el osco y el umbro, pero muestra una serie de características arcaicas que se perdieron en el osco y el umbro. Sin embargo, el material es demasiado escaso para permitir una determinación precisa de la relación del presamnita con el osco y el umbro, pero muestra una fuerte afinidad con el piceno meridional, una lengua osco-umbra hablada más al norte (en la costa de Adriático, en las actuales Marcas y la parte septentrional de Abruzos) y que tenía características arcaicas con respecto a los otros pares osco-umbros, por ello algunos autores lo agrupan en un subgrupo piceno-presamnita.

## Inscripciones
A continuación se muestra tres inscripciones en presamnita con su traducción al latín y al español.
Inscripción presamnita I:
Vinuys Veneliis Peracis estam tetet Venel Veniciiu.
En latín:
Venox Venelius Peracius istam dedit Venel Venecius.
En español:
Venox Venelio Peracio le dio esto a Venel Venecio.
Inscripción presamnita II;
Niumsies Tanunies est paplam tensa triiam fufuhud niumsis Tanunis eises ulsu dunum dedum.
En latín:
Numerius Tanunius est populum tensae trium fixerit numerii Tanunii eius uls donum dedere.
En español:
Numeroso es Tanunio, el pueblo fijara tres carros, numeroso Tanunio más allá de eso dar el don.
Inscripción presamnita III:
Oidom safinus estuf eo elsit tiom.
En latín:
Udum sabinis istius eo elusit tuum.
En español:
Húmedo sabinos, esto a el eludiese tu.